# Atomu Tanaka
Atomu Tanaka (Niigata, 4 oktober 1987) is een Japans voetballer, die momenteel als centraal middenvelder actief is voor HJK Helsinki.

## Carrière
Atomu Tanaka tekende in 2005 bij Albirex Niigata.

## Erelijst
HJK Helsinki
- Fins landskampioen

2017
1 Öst ·
2 Ollila ·
3 Hämäläinen ·
4 Toivio ·
5 Da Graca ·
6 Halme ·
7 Hostikka ·
8 Rogić ·
9 Radulović ·
10 Lingman ·
11 Riski ·
14 Peltola ·
15 Tenho  ·
16 Moren ·
17 Bandé ·
18 Keskinen ·
19 Paananen ·
20 Ezeh ·
22 Raitala ·
23 Soiri ·
24 Kanellopoulos ·
25 Iliev ·
27 Kouassivi-Benissan ·
29 Olusanya ·
34 Stjopin ·
37 Tanaka ·
46 Pettersson ·
56 Hetemaj ·
85 Mäenpää ·
Coach: Korkeakunnas